# D'Orchimont
d'Orchimont är en gammal fransk adlig ätt, adlad i Sverige 1812 enligt § 37 Regeringsformen, introducerad som adliga ätten N:o 2 227 på Riddarhuset 1814.
Ätten har sina rötter 1100-talets Luxemburg. Namnet Orchimont kommer från latinets Ursimons som betyder 'Björnberget', vilket var namnet på den borg och stad i nuvarande Belgien där släkten har sitt ursprung.
d'Orchimonts grevskap omfattade Orchimont, Charmeuse, Houdremont, Chariere, Achy, Voisy, Monceau, Fay, Pussemagne, Bagimont, Rumel, Gernelle, Rienne et la censier de Villers sur Lesse, Alle, Baillamont samt Vresse.
Den äldste stamfadern var Godefroy d'Orchimont I (född 906). Stamfader för den svenska grenen är Jean Louis d'Orchimont (född 1580). Hans sonsons son, tidigare kaptenen i fransk tjänst Jean d'Orchimont (1686-1754), flyttade 1722 till Stockholm. Dennes sonson, majoren Carl Ferdinand Johan d'Orchimont (1757-1824), adlades 1812. Hans son, adjutanten hos kronprinsen, översten och chefen för Västgötadals regemente, sedermera generalmajoren och landshövdingen i Skaraborgs län Wilhelm Albrecht Dorchimont (1783-1861), adlades 1817 med namnet Dorchimont till skillnad från den andra ätten. Ätten utgick 11 januari 1824 då han ärvde faderns äldre värdighet.

## Kända medlemmar
- Wilhelm Albrecht d'Orchimont (1783–1861), militär och ämbetsman
- Charles Emil d'Orchimont (godsägare) (1795–1850), militär och godsägare
- Charles Emil d'Orchimont (konsul) (1854–1924), konsul och affärsman
- Stellan d'Orchimont (1891–1942), militär